# Ramón Torrado
Ramón Torrado (* 5. April 1905 in La Coruña; † 1990) war ein spanischer Filmregisseur und Drehbuchautor. Sein Schaffen fällt mit den rund vierzig Jahren der Diktatur des Generals Franco zusammen und wird oft auch ursächlich damit in Zusammenhang gebracht.

## Leben
Kurz nach Ende des Spanischen Bürgerkrieges führte Torrados Bruder, der Dramatiker Adolfo Torrado, ihn in die Filmwelt ein, als er ihm neben Heriberto Santaballa die Aufgabe des Drehbuchbearbeiters für Pedro Puches Manolenko verschaffte. Im Jahr darauf adaptierte er eine Komödie seines Bruders, El famoso Carballeira, für die Leinwand und war bei den Dreharbeiten technischer Berater. Beide Filme enthielten schon die für den späteren Regisseur Torrado typischen Merkmale: Feuilletonistisch anmutende, melodramatische Handlungsführungen und stereotypisierte, an der Realität wenig interessierte regionale Zuschreibungen für die handelnden Figuren. Auch die Wirksamkeit solcher Stoffe auf ein breites Publikum, das solche Stoffe liebte, war bereits vorhanden.
Mit der Gründung der Produktionsgesellschaft „Suevia Film“ begann Torrados Zusammenarbeit mit dem Galicier Cesáreo González, dem Firmengründer, der ihn für zwei Jahre als „Mädchen für alles“ bei den ersten Produktionen der Firma einsetzte, bevor er ihm mit dem Kurzfilm Tres maletas y un lío 1942 erstmals mit Regieaufgaben betraute. Mit ¡¡Campeones!!, einem mit Stars wie Ricardo Zamora, Jacinto Quincoces und Guillermo Gorostiza besetzten Film aus dem Fußballmilieu, der rasch gedreht und ein kleiner Kassenerfolg war, debütierte Torrado als Filmregisseur in den Kinos. Als aufwändige Produktionen der Firma finanzielle Verluste wurden und González sich auf publikumswirksame Stoffe ohne große künstlerischen Ambitionen verlegte, fand er in Torrado bis zum Ende der 1950er Jahre einen verlässlichen Regisseur dieser Filme.
So drehte Torrado mit El rey de las finanzas 1944 eine leichte sentimentale Komödie (mit Miguel Ligero in der Hauptrolle), der ähnliche folgten: ¡Che, que loco! (1952), Nadie lo sabra (1953), Amor sobre ruedas (1954), Un fantasma llamada amor (1956). Beliebte Schauspieler folgten darin nett anzusehenden, aber wenig überraschenden Handlungswegen, darunter Pepe Iglesias, Pepe Blanco und Carmen Morel. Daneben schuf Torrado mit Castañuela ein erstes Werk, das die Region Andalusien, ihre Typen und vor allem ihre Folklore und Musik, in den Mittelpunkt stellte. Bis in die 1960er Jahre hinein sollten solche Filme ein Charakteristikum seines Schaffens bleiben. Im Jahresrhythmus entstanden Rumbo (1949), Debla, la virgen gitana (1950), La niña y la venta (1951) und Estrella de Sierra Morena (1952). Für diese Werke wurde erstmals ein katalanisches Farbfilmsystem verwendet, CinefotoColor.
Auch das regionale Melodrama wurde ein beliebtes Sujet Torrados, beginnend mit dem galicischen Mar abierto 1946, das er nach einer Vorlage seines Bruders drehte. Die politische Situation zeigte sich am ehesten in diesen Filmen, in denen die Produktion gehalten war, die Landbevölkerung positiv zu charakterisieren und die Ausstattung weniger realistisch als idealtypisch zu sein hatte. Sabela de cambados folgte diesem Film als Melodram nach. 1947 drehte er mit Botón de ancla, einer Militärkomödie, die die Erlebnisse dreier Kadetten nach einer Kurzgeschichte von José Luis de Azcárraga erzählt, seinen bis dahin größten Erfolg, der auch prämiert wurde. Sowohl Kritiker als auch Publikum waren vom Film begeistert; auch die Regierung unter General Franco zeigte sich erfreut über die Alltagsdarstellung und menschlichen Züge der militärischen Protagonisten. Während seiner weiteren Karriere drehte Torrado vier weitere Filme nach Geschichten von Azcárraga.
Mitte der 1950er Jahre drehte Torrado für die „Suevia“ vier Filme mit folkloristischen Themen; vier weitere Werke bis 1958 beschließen seinen Vertrag mit Produzent Gonzalez. Alle spielen ihr Geld ein und waren lohnende Investitionen. Als unabhängiger Regisseur war er 1958 und im Folgejahr an zwei mit der deutschen Produktionsfirma von Heinz Neubert hergestellten Karl-May-Verfilmungen beteiligt, Die Sklavenkarawane und Der Löwe von Babylon. Dann folgen zwei Filme mit religiösen Themen und René Muñoz in der Hauptrolle, Fray Escoba und Cristo negro. Sein Gespür für angesagte Genres beweist Torrado mit dem Schwenk zu actionorientierten Stoffen; zunächst in der Verquickung von religiösem Film und Western, Bienvenido Padre Murray, dann mit drei „reinen“ Western.
Drei Filme mit Manolo Escobar beschließen den erfolgreichsten Teil von Torrados Karriere und die 1960er Jahre, bevor die Öffnung des spanischen Filmmarktes und andere, auch freizügigere filmische Formen ihren Niederschlag in Werken finden, die kaum etwas mit dem Torrado der früheren Jahre zu tun haben. Neben nun anachronistisch wirkenden Arbeiten wie Montaña rebelde (1971) oder Guerreras verdes (1975) steht mit Pasión inconfesable mit Agata Lys gar ein Sexfilm am Abschluss seiner Filmografie.

## Filmografie (Auswahl)
- 1943: ¡¡Campeones!!
- 1949: Rumbo – König von Sevilla (Rumbo)
- 1951: Debla – Lied der Zigeuner (La virgen gitana)
- 1958: Die Sklavenkarawane
- 1959: Der Löwe von Babylon
- 1962: Bienvenido, padre Murray
- 1964: La carga de la policía montada
- 1964: Einer rechnet ab (Los cuatreros)
- 1964: Relevo para un pistolero
- 1978: Pasión inconfesable